# Nick Lachey
Nicholas Scott Lachey (født 9. november 1973 i Harlan, Kentucky) er en amerikansk sanger. Han hittede i Danmark med singlen "What's Left of Me". 
Inden han híttede som solo sanger var han medlem af boybandet 98 Degrees.
Han spillede rollen som Nick Lachey i to afsnit af tv-serien One Tree Hill.